# Kite (Benjamin Ingrosso)
Kite è un singolo di Benjamin Ingrosso, pubblicato il 26 gennaio 2024 come estratto dall'album Pink Velvet Theatre. Nella realizzazione di Kite, l'artista ha ricevuto la collaborazione di Anya e Jon Shave.

## Video musicale
Il video musicale del brano diretto da Maksym Rovenko, è stato pubblicato in contemporanea con l'uscita del singolo.

## Tracce
1. Kite – 2:47

## Classifiche
| Classifica (2024) | Posizione massima |
| ----------------- | ----------------- |
| Russia            | 87                |
| Svezia            | 1                 |